# David Di Michele
David Di Michele (n. 6 ianuarie 1976, Guidonia Montecelio, Italia) este un fotbalist italian. Di Michele joacă ca mijlocaș la echipa FC Torino, fiind împrumutat la US Lecce.